# La carretera (película)
La carretera (de título original The Road) es una película dramática apocalíptica estrenada en 2009, dirigida por John Hillcoat y escrita por Joe Penhall. Basada en la novela homónima de 2006 del estadounidense Cormac McCarthy, la película protagonizada por Viggo Mortensen y Kodi Smit-McPhee retrata a un padre y a su hijo en un desierto posapocalíptico. El rodaje tuvo lugar en Pensilvania, Luisiana y Oregón. La película tuvo un lanzamiento limitado en los cines de EE. UU. a partir del 25 de noviembre de 2009 y fue lanzada en los cines del Reino Unido el 4 de enero de 2010.

## Argumento
La carretera sigue la premisa del libro. Un padre sin nombre (Mortensen) y su hijo de corta edad (Smit-McPhee) luchan por la supervivencia en un mundo destruido con edificios, casas y bosques quemados con nubes grises que cubren el cielo, además de lo frío y oscuro que es tras un cataclismo cuyo origen jamás es determinado (aunque muchos sugieren que pudo ser una guerra nuclear).
Durante su viaje, buscan alimentos, vivienda, seguridad, evitan a los bandidos y caníbales que pueblan la Tierra mientras viajan hacia el sur en busca de la costa y huyendo de las bajas temperaturas. Ya no quedan animales ni crecen cultivos. Los escasos recursos alimenticios son perseguidos por los supervivientes y a medida que la sociedad se desintegra y la comida falta, el ser humano aparece como la última fuente de alimento. El padre lucha durante toda la película por inculcar valores y enseñar a su hijo cómo sobrevivir y mantener la cordura en un mundo donde los conceptos sociales se desvanecen, él mismo lucha contra la psicosis y la paranoia que poco a poco devastan su psique.
En forma de pesadillas se presentan flashbacks que explican el porqué de la travesía a la costa y qué le sucedió a la madre, y que expanden el universo psicológico del padre, quien aparece como una persona compleja, sufrida, lúcida pero obstinada, que pese a considerar el suicidio persiste en sobrevivir.

## Reparto
- Viggo Mortensen  como el hombre. Mortensen explicó la interacción del padre con su hijo, "Recorren un camino difícil, y el padre está básicamente aprendiendo del hijo."
- Guy Pearce como un padre errante con su familia.
- Robert Duvall como un hombre viejo.
- Charlize Theron como la mujer, que aparece en el flashback. Theron se unió a la película porque era una fan del libro y había trabajado antes con el productor Nick Wechsler en la película del 2000 The Yards.[3] El personaje tendrá un mayor papel en la película que en el libro. Hillcoat, dijo de la ampliación del papel, "creo que está bien de apartarse del libro, siempre y cuando mantengan el espíritu de la misma."[4]
- Kodi Smit-McPhee como el niño.
- Michael K. Williams como un ladrón.

## Lanzamiento
La carretera estaba programada para ser lanzada en noviembre de 2008. Fue cancelada para ser lanzada en diciembre, y postergada una segunda vez para el 2009. Según The Hollywood Reporter, el estudio decidió que la película se beneficiaría de un proceso de postproducción más largo y un calendario de estreno menos abarrotado. Una nueva fecha de lanzamiento estaba prevista para el 16 de octubre de 2009. Sin embargo, según informes de Screen Rant and /Film, Weinstein decidió en el último minuto retrasar la película al 25 de noviembre de aquel año.
La película tuvo su presentación mundial en septiembre de 2009 en el Festival Internacional de Cine de Venecia, donde compitió por el León de Oro y el León de Plata, y luego en el Festival de Cine de Telluride. También se proyectó en el Festival de Cine de Toronto.

## Recepción
Tom Chiarella de Esquire exhibió la película antes de que fuera estrenada y la calificó como "una brillante adaptación de una aclamada novela, una mirada anacrónica a la presuntuosidad y la rudeza de nosotros mismos. Quieres que lleguen, quieres que lleguen, quieres que lleguen... y sin embargo al final no quieres que acabe". También se refirió a ella como "la película más importante del año".
El crítico de cine de "The Guardian", Xan Brooks, la describió como "una película obsesiva, desgarradora y poderosa" con Mortensen "perfecto" en su papel como "El Hombre".